# Kevin Bloody Wilson

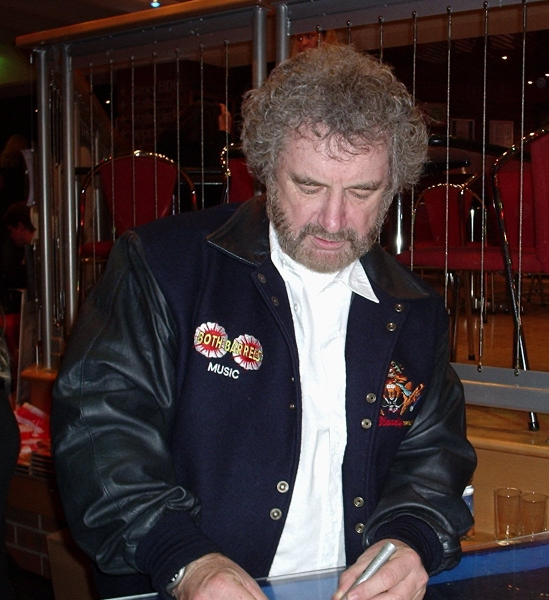
Kevin Bloody Wilson

Kevin Bloody Wilson (* 13. Februar 1947 in Sydney als Dennis Bryant) ist ein australischer Sänger und Songwriter. Der kleine, bärtige Wilson setzt mit großem Erfolg gezielt seinen starken australischen Akzent ein, um das Publikum zum Lachen zu bringen. Ohne die Hilfe der Medien (Hörfunk, Fernsehen) schaffte er es, sich eine treue Fangemeinde aufzubauen – von Australien bis ins Vereinigte Königreich.

## Anfänge und frühe Karriere
Obwohl er Kalgoorlie, wo er als Elektriker in den Goldminen arbeitete, als seine Heimat betrachtet, wurde er eigentlich in Sydney geboren. Sein richtiger Name ist Dennis Bryant, aber schon in den 70ern wechselte er seinen Namen, als er der Frontmann seiner eigenen Band „Bryan Dennis and the Country Club“ war. Er benutzte den Namen Bryan Dennis auch, als er von 1973 bis 1980 Gastgeber einer Countrymusik-Show auf 6KG in Sydney war.
Er zog nach Perth und begann, in Kneipen und Pubs derbe Lieder zu singen, die er 1984 unter dem Titel Your Average Australian Yobbo (deutsch: Lümmel) auf Kassette veröffentlichte. Er schaffte es, 22.000 Kassetten zu verkaufen, bevor das ganze auf Langspielplatten gebannt wurde, um weitere Einnahmen zu erzielen.

## Diskografie
Danach folgten weitere, ähnlich derbe Liedersammlungen: Kev's Back (The Return of the Yobbo) (1985), Born Again Piss Tank (1987), My Australian Roots (1989), The Loveable Larrikin (best-of) (1990), The Far-Canal Album (best-of) (1990), Let's call him…Kev! (1991), The Worst of Kevin Bloody Wilson (best-of) (1992), Nashville Trash (1993), Backout from the Outback (best-of) (1994), Let Loose Live in London (1993), Kev's Kristmas (1996), Kalgoorlie Love Songs (1998), The Second Kummin' of Kev (2001), Let Loose Live in the Outback (2002) und 20 Years of Kev (best-of) (2004). Seine Lieder bestehen in der Regel aus einer Mischung respektlosen Humors mit unzähligen Flüchen, begleitet von Hintergrundmusik.
Seine Lieder werden größtenteils über seine Webseite verkauft. 2003 veröffentlichte er auf seiner Webseite ein kostenloses mp3 namens The Shane Warne Song, ein Lied über die außergewöhnlichen Heldentaten des cricketspielenden, streitlustigen Australiers.
Wilson ist verheiratet; seine Frau begleitet ihn auf seinen Tourneen. Normalerweise verkauft sie Waren, sie ist jedoch schon als Gaststimme in einigen von Wilsons Liedern aufgetaucht (Dick'taphone).

## Tournee
Auf seinen regelmäßigen Tourneen besucht er auch weniger dichtbesiedelte Orte (beispielsweise hat er in Neuseeland eine große Fangemeinde, da er die kleineren Städte häufiger als andere neuseeländische Entertainer besucht). Der Großteil seiner Fans ist männlich und umfasst eine weite Altersspanne – von 14 bis 90 Jahren. Einer seiner Lieblingszeitvertreibe ist es (er trifft sich nach den Konzerten fast immer mit seinen Fans), Autogramme auf nackte weibliche Brüste zu schreiben. Wenn er Autogramme mit Widmung verteilt, ist es für ihn nicht unüblich, zu schreiben: „To _____, get fucked! Kev!“.

## Liste einiger bekannter Lieder
- Bali Belly Song
- I Gave Up Wanking
- Mick The Master Farter
- Kev's Courting Song
- You Can't Say Cunt In Canada
- Absolute Cunt Of A Day
- The Local
- D.I.L.L.I.G.A.F.
- The Pubic Hair Song
- Dictaphone
- It Was Over
- Double Decker Dog
- Grandad's Got A Bone
- She's The Sorta Sheila